# Karl Koch (Botaniker)
Karl Koch (* 13. August 1875 in Osnabrück; † 28. Februar 1964 ebenda) war ein deutscher Lehrer, Botaniker und Naturschützer.

## Leben
Koch erhielt seine Ausbildung an der evangelischen Präparandenanstalt und am evangelischen Lehrerseminar in Osnabrück. Er war Lehrer für Erdkunde und Biologie in Kalkriese, Bramsche und Osnabrück, unter anderem an der dortigen ev. Bürgerschule/Möser-Mittelschule (Jungen) (1. April 1908 bis zur Pensionierung 30. September 1935). Seit 1. Oktober 1935 bekleidete er in dieser Schule die Stelle eines Konrektors. Als Vertretungslehrkraft arbeitete in der Möser-Mittelschule während des Zweiten Weltkrieges und auch ab 1. Mai 1945 – 30. September 1949. Daneben engagierte er sich für den Landschafts- und Naturschutz. Sein besonderes Interesse galt der Erforschung der Pflanzenwelt des Osnabrücker Raums. Als Hauptwerk gab er 1934 die „Flora des Regierungsbezirks Osnabrück und der benachbarten Gebiete“ heraus, die 1958 in zweiter Auflage erschien.
Als Bezirksbeauftragter für Naturschutz (1934–1952) setzte sich Koch für die Ausweisung von Naturschutzgebieten und Naturdenkmälern ein. Er errichtete und betreute den ersten (im Zweiten Weltkrieg zerstörten) Botanischen Garten in Osnabrück. Von 1947 bis 1958 war er Vorsitzender des Naturwissenschaftlichen Vereins Osnabrück. Das von ihm angelegte Herbarium von ca. 6000 Belegen gelangte später in den Besitz des Naturwissenschaftlichen Museums in Osnabrück.

## Ehrungen
- Koch war Ehrenvorsitzender des Naturwissenschaftlichen Vereins Osnabrück.
- die Stadt Osnabrück verlieh im 1945 ihre höchste Auszeichnung, die Justus-Möser-Medaille.
- Koch war Korrespondierendes Mitglied der Naturhistorischen Gesellschaft Hannover (1948).
- Ihm wurde 1960 das Bundesverdienstkreuz 1. Klasse verliehen.
- 1969 würdigte die Stadt Osnabrück posthum Kochs Verdienste als Pädagoge und Botaniker durch die Benennung einer Straße nach ihm. Die „Karl-Koch-Straße“ gibt es in seit 2. Oktober 1969.

## Werke
- Das Pflanzenleben der Grünländer, Heiden und Heidemoore der Osnabrücker Landschaft. Eine formationsbiologische Schilderung. (51./52. Jahresber. des Westf. Prov. Vereins für Wissenschaft und Kunst. S. 214–250, Münster 1922/24)
- Die Pflanzenvereine der Osnabrücker Landschaft. (Osnabrücker Heimatbuch, Heft 2 – Die heimatliche Landschaft, S. 25–63, Osnabrück 1925)
- Die Vegetationseinheiten der Linthebene. (Jahrb. der St. Gallischen Naturwissenschaftlichen Ges. 61. St. Gallen 1926)
- Biologische Beobachtungen (Osnabrück 1929)
- Palaeobotanische Untersuchungen einiger Moore im Münsterland. (Beih. Bot. Zentralbl. 46. Dresden 1929)
- Die Halbtrockenrasen-Gesellschaft am Lengericher Berge unter besonderer Berücksichtigung der geschützten und der schutzbedürftigen Gewächse. (Abhandlungen aus dem Westfälischen Museum für Naturkunde. Jg. 2, S. 95–102, Münster 1931)
- Die Vegetationsverhältnisse des Silberberges im Hüggelgebiet bei Osnabrück. (Mitt. des Naturwissenschaftlichen Vereins zu Osnabrück, Bd. 22, Nr. 1, 35 S., 8 Abb., Osnabrück 1932)
- Flora des Regierungsbezirks Osnabrück und der benachbarten Gebiete. (Rackhorst, Osnabrück 1934, 2. erw. Auflage 1958)